# Prowincja Viterbo
Prowincja Viterbo (wł. Provincia di Viterbo) – prowincja we Włoszech. 
Nadrzędną jednostką podziału administracyjnego jest region (tu: Lacjum), a podrzędną jest gmina.
Liczba gmin w prowincji: 60.

## Historia
Tereny prowincji wchodziły w skład państwa Etrusków.  W 310 r. p.n.e. nastąpił rzymski podbój regionu.
Niewiele jest informacji nt. dziejów miasta w czasach rzymskich. Region powraca na karty historii dopiero w 773 roku n.e., gdy Longobardowie zakładają tam swoją bazę wojskową do walk ze Świętym Cesarstwem Rzymskim. W XI wieku miasto wraz z okolicznymi ziemiami zostały ofiarowane papieżowi. W 1160 roku Fryderyk I Barbarossa zajął miasto podczas wyprawy na Rzym.
W XVI wieku papież Paweł III założył w mieście uniwersytet.
Tereny prowincji weszły w skład Królestwa Włoch 12 września 1870 roku, co zakończyło 800-letnie panowanie papieży nad regionem.
W czasie II wojny światowej prowincja była często terenem bombardowań.

## Zabytki

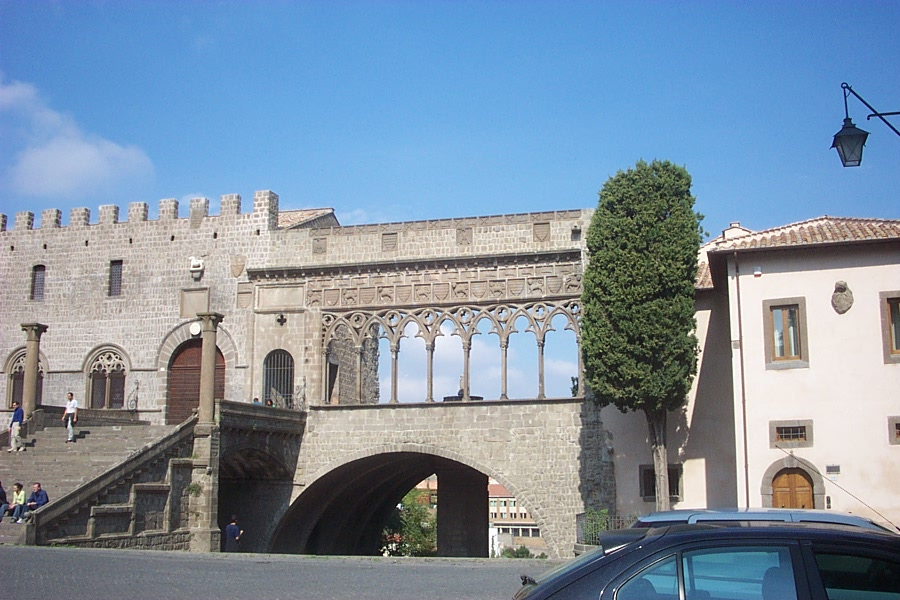
Pałac papieski w Viterbo
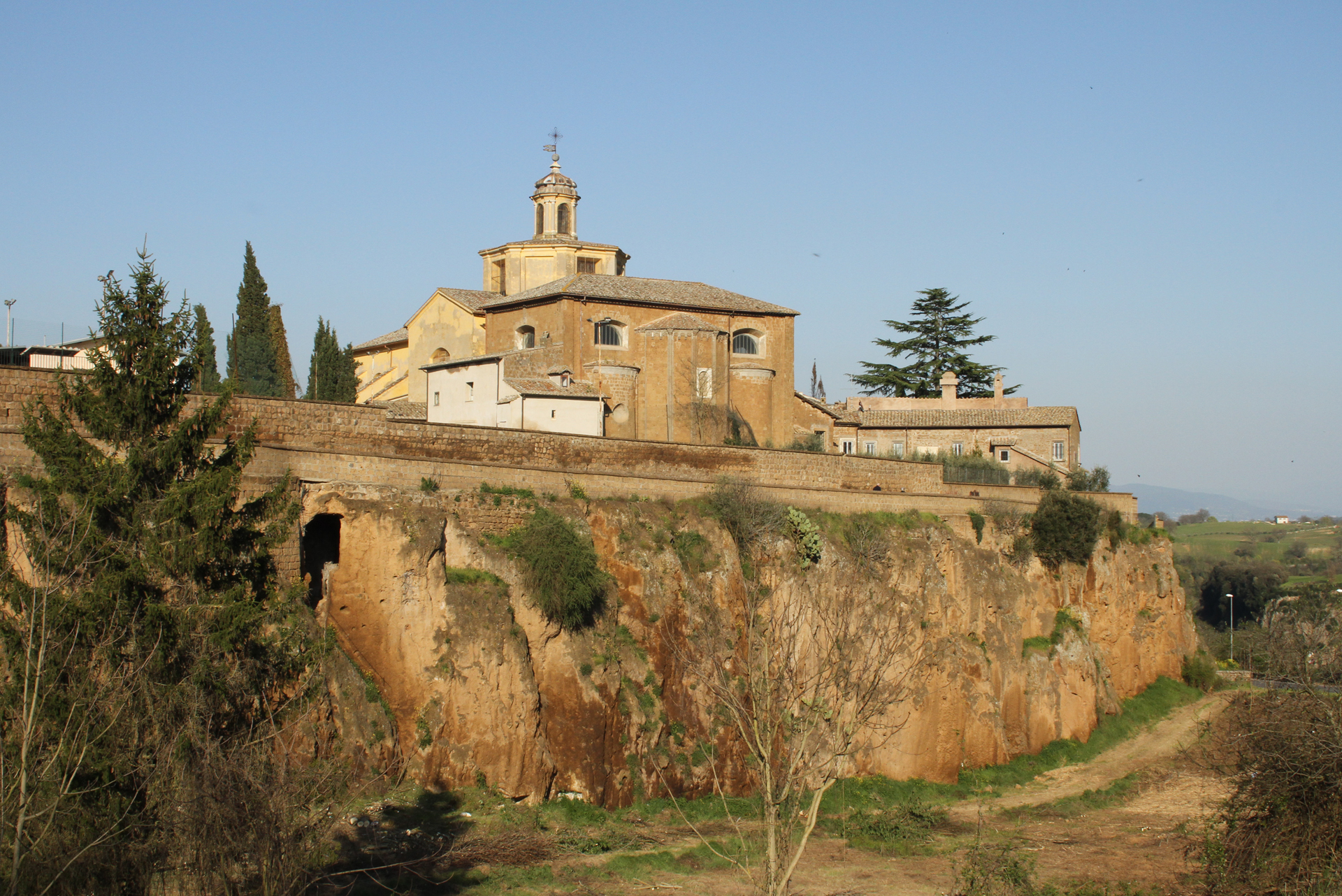
Mury miasta Civita Castellana
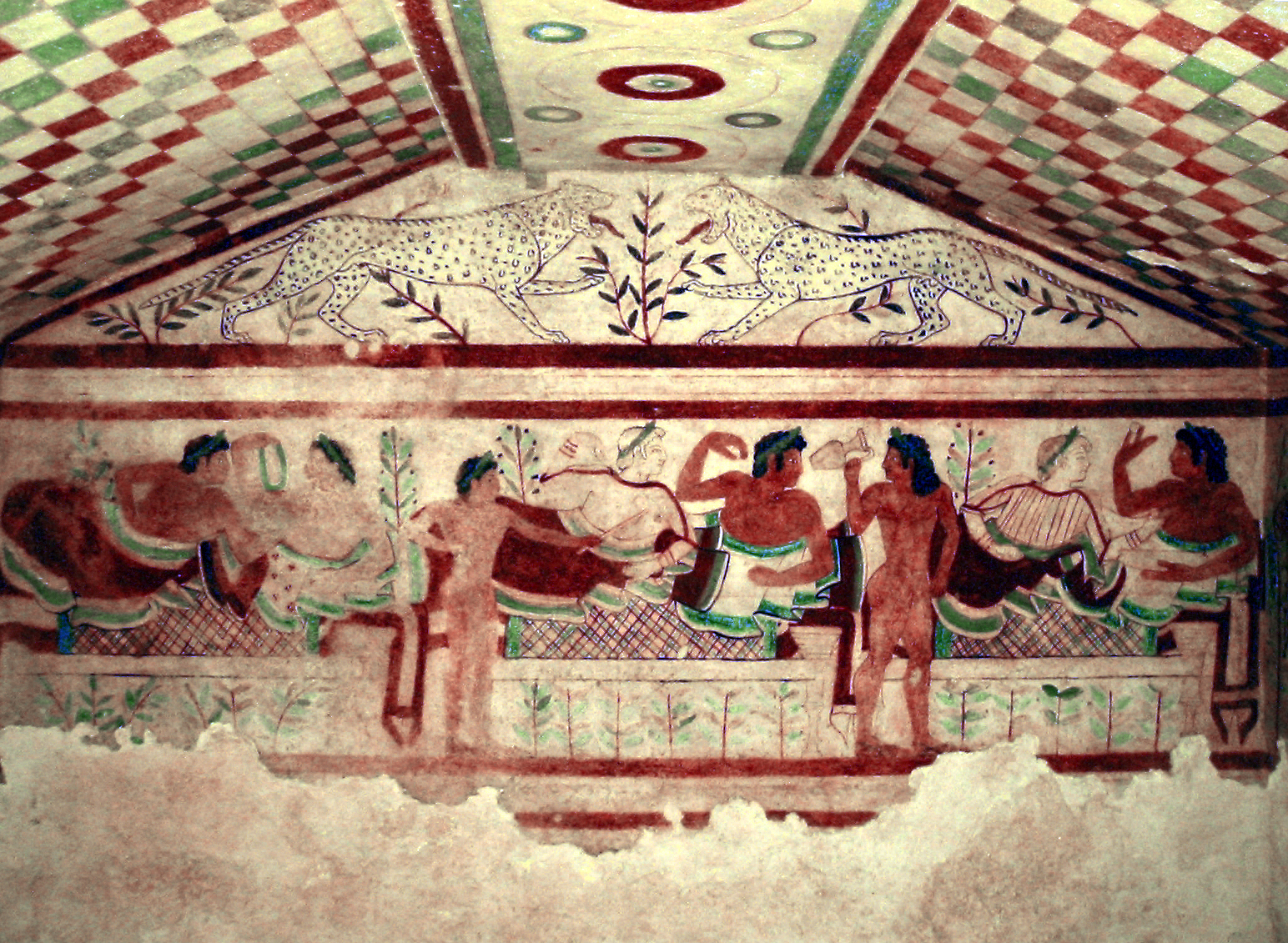
Ściana rzymskiego grobowca w Tarquinia
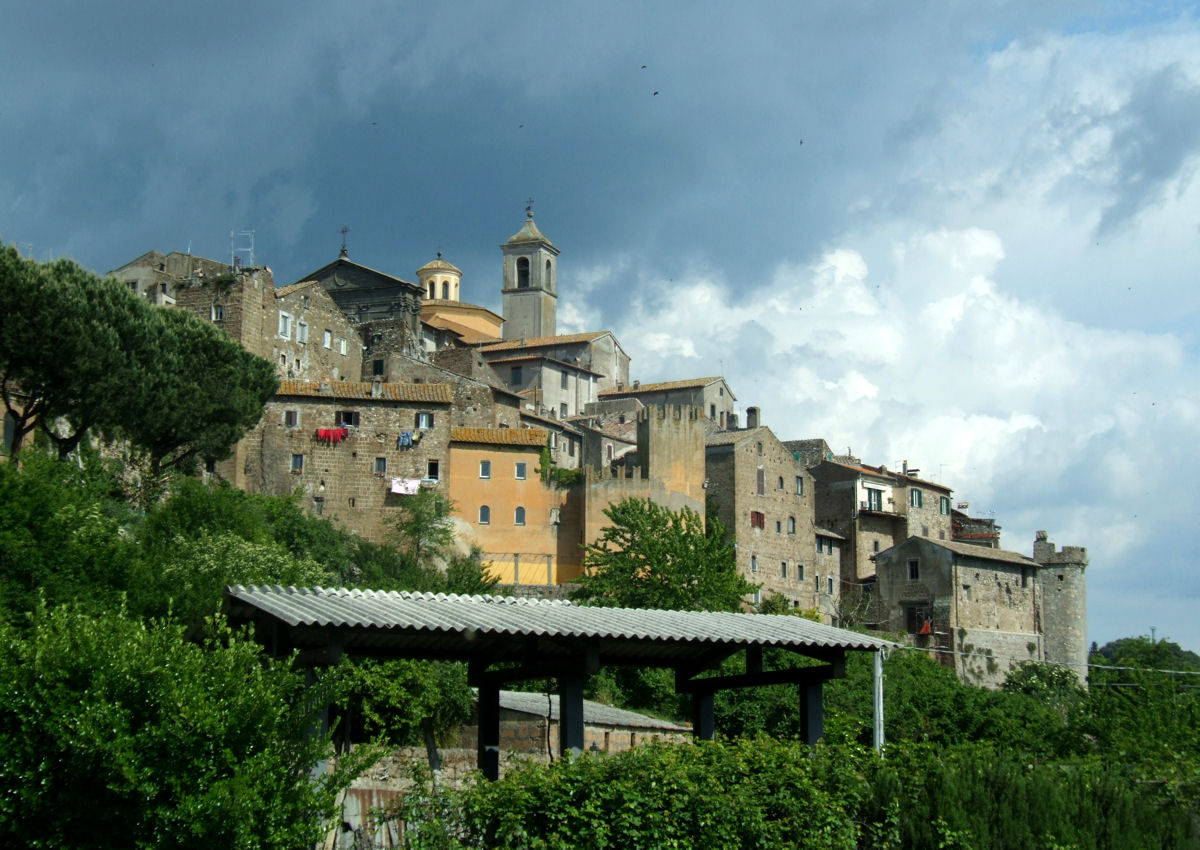
Miasteczko Vetralla
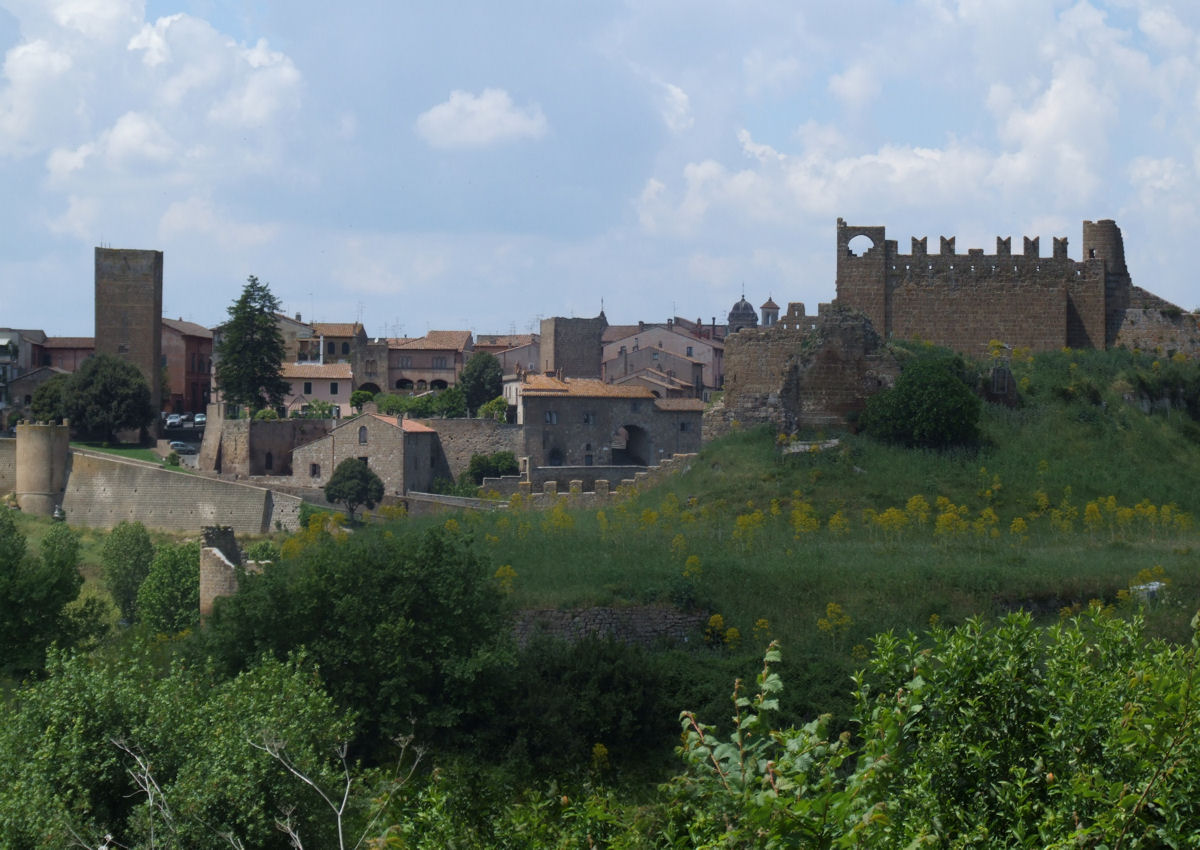
Miasteczko Tuscania